# Юніверсіті-Парк (Айова)
Юніверсіті-Парк (англ. University Park) — місто (англ. city) в США, в окрузі Махаска штату Айова. Населення — 487 осіб (2010).

## Географія
Юніверсіті-Парк розташоване за координатами 41°17′8″ пн. ш. 92°36′54″ зх. д. / 41.28556° пн. ш. 92.61500° зх. д. (41.285649, -92.614987).  За даними Бюро перепису населення США в 2010 році місто мало площу 1,99 км², уся площа — суходіл.

## Демографія
Згідно з переписом 2010 року, у місті мешкало 487 осіб у 191 домогосподарстві у складі 133 родин. Густота населення становила 245 осіб/км².  Було 206 помешкань (103/км²).
Расовий склад населення:
| - 96,1 % — білих - 1,8 % — корінних американців - 1,4 % — азіатів |

До двох чи більше рас належало 0,2 %. Частка іспаномовних становила 0,8 % від усіх жителів.
За віковим діапазоном населення розподілялося таким чином: 25,9 % — особи молодші 18 років, 61,8 % — особи у віці 18—64 років, 12,3 % — особи у віці 65 років та старші. Медіана віку мешканця становила 32,9 року. На 100 осіб жіночої статі у місті припадало 109,0 чоловіків;  на 100 жінок у віці від 18 років та старших — 104,0 чоловіків також старших 18 років.
Середній дохід на одне домашнє господарство  становив 50 295 доларів США (медіана — 46 719), а середній дохід на одну сім'ю — 59 889 доларів (медіана — 56 458). Медіана доходів становила 43 750 доларів для чоловіків та 36 000 доларів для жінок. За межею бідності перебувало 13,0 % осіб, у тому числі 12,6 % дітей у віці до 18 років та 6,0 % осіб у віці 65 років та старших.
Цивільне працевлаштоване населення становило 277 осіб. Основні галузі зайнятості: виробництво — 27,1 %, освіта, охорона здоров'я та соціальна допомога — 24,9 %, роздрібна торгівля — 10,8 %, мистецтво, розваги та відпочинок — 10,8 %.